# Кастелло Урсіно
Кастелло Урсіно, Замок Фрідріха II Штауфена (італ. Castello Ursino) — замок на півдні Італії, на острові Сицилія.
Побудований в Катанії за  Фрідріха II в 1239-1250. Спочатку фортеця з 4 флігелями, укріплена потужними баштами, розташовувалася на високій кручі над морем, його завданням був контроль над східним узбережжям Сицилії та демонстрація сили королівської влади. Замок був огороджений від острова глибоким ровом.
У 1669 виверження вулкана Етна змінило обриси берега настільки, що лава продовжила берег і замок, який стояв біля самого моря в безпосередній близькості від порту, виявився в 500 метрів від води. Могутні стіни зуміли чинити опір потокам лави, але не менше третини споруди виявилося під поверхнею землі.
Це одна з небагатьох споруд в Катанії, що пережила землетрус 1693, але була при цьому значно пошкоджена, пізніше і в результаті землетрусу 1818.
Цей замок в XVI столітті був резиденцією арагонських королів. У XVII столітті перебудований в стилі ренесансу.
У 1837 замок перетворений у в'язницю. У 1830-х замок реставрували. У замку в даний час розміщується міський музей Катанії, в ньому знаходяться археологічні знахідки грецької та римської епох, а також колекція сицилійського живопису. Пінакотека замку має цікаву колекцію картин, які відносяться до 1400.

## Галерея

План замку
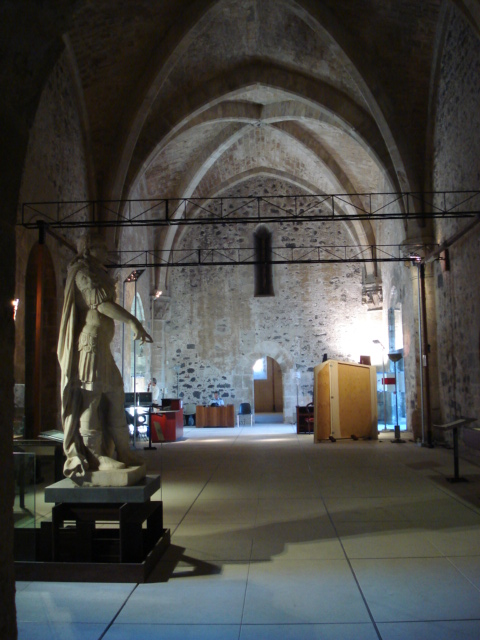
Інтер'єр замку
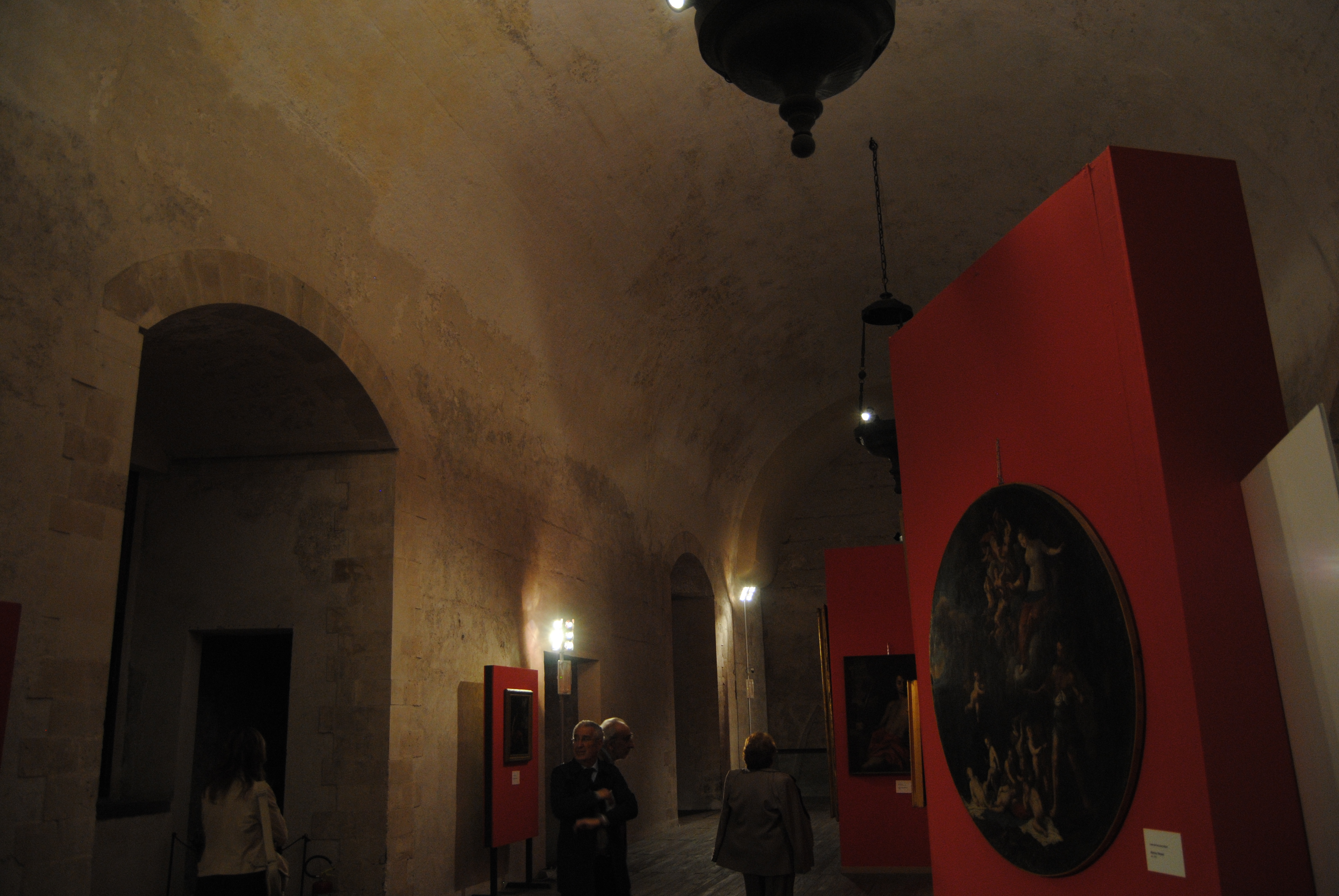
Інтер'єр замку